# Ministério de Minas e Energia
Ministério de Minas e Energia (MME) do Brasil foi criado em 1960, pela lei n° 3.782, de 22 de julho de 1960, no governo do então presidente Juscelino Kubitschek. Anteriormente, os assuntos de minas e energia eram de competência do Ministério da Agricultura.

## História
Em 1990 a lei n° 8.028 extinguiu o Ministério das Minas e Energia (MME) e transferiu suas atribuições ao Ministério da Infraestrutura, criado pela mesma lei, que também passou a ser responsável pelos setores de transportes e comunicações. O Ministério de Minas e Energia voltou a ser criado em 1992, por meio da lei n° 8.422.
Em 1992 a Medida Provisória nº 302 (depois convertida na Lei 8.422/1992) extinguiu o Ministério da Infraestrutura e recriou o Ministério de Minas e Energia. O DNPM foi incorporado à estrutura do MME e instituído como autarquia por meio do Decreto nº 1.324.
Em 6 de agosto de 1997 a lei n° 9.478 criou o Conselho Nacional de Política Energética (CNPE), vinculado à Presidência da República e presidido pelo ministro de Minas e Energia, com a atribuição de propor ao presidente da República políticas nacionais e medidas para o setor.
Em 2003 a lei n° 10.683 definiu como competências do MME as áreas de geologia, recursos minerais e energéticos; aproveitamento da energia hidráulica; mineração e metalurgia; e petróleo, combustível e energia elétrica, incluindo a nuclear. A estrutura do Ministério foi regulamentada pelo decreto n° 5.267, de 9 de dezembro de 2004, que criou as secretarias de Planejamento e Desenvolvimento Energético; de Energia Elétrica; de Petróleo, Gás Natural e Combustíveis Renováveis; e de Geologia, Mineração e Transformação Mineral.
Em 2004 foi criado pela lei 10.848 o Comitê de Monitoramento do Setor Elétrico (CMSE), cuja função é acompanhar e avaliar permanentemente a continuidade e a segurança do suprimento eletroenergético em todo o território nacional.
Em 15 de março de 2004, por meio da lei n° 10.847, foi autorizada a criação da Empresa de Pesquisa Energética (EPE), vinculada ao Ministério, que tem por finalidade prestar serviços na área de estudos e pesquisas destinadas a subsidiar o planejamento do setor energético. Outra empresa pública ligada ao Ministério é a Companhia de Pesquisa de Recursos Minerais (CPRM), responsável pela geração de levantamentos geológicos e hidrológicos básicos do território nacional.

## Subsecretarias
- Subsecretaria de Assuntos Econômicos e Regulatórios, tendo Gustavo Gonçalves Manfrim como subsecretário.[5]
- Subsecretaria de Governança, Estratégia e Parcerias, tendo Denis de Moura Soares como subsecretário.[6]
- Subsecretaria de Sustentabilidade, tendo Maria Ceicilene Aragao Martins como subsecretária.[7]
- Subsecretaria de Planejamento, Orçamento e Administração, tendo Alex Gonçalves Barbosa como subsecretário.[8]
- Subsecretaria de Tecnologia e Inovação, tendo Marcio Nahas Ribeiro como subsecretário.[9]

## Secretarias Nacionais
- Secretaria Nacional de Transição Energética e Planejamento, tendo Thiago Vasconcellos Barral Ferreira como secretário nacional.[10]
- Secretaria Nacional de Energia Elétrica, tendo Gentil Nogueira de Sá, como secretário nacional.[11]
- Secretaria Nacional de Petróleo, Gás Natural e Biocombustíveis, tendo Pietro Adamo Sampaio Mendes como secretário nacional.[12]
- Secretaria Nacional de Geologia, Mineração e Transformação Mineral, tendo Vitor Eduardo de Almeida Saback como secretário nacional.[13]

## Empresas e Autarquias
Em 15 de março de 2004, por meio da lei n° 10.847, foi autorizada a criação da Empresa de Pesquisa Energética (EPE), vinculada ao Ministério, que tem por finalidade prestar serviços na área de estudos e pesquisas destinadas a subsidiar o planejamento do setor energético. Outra empresa pública ligada ao Ministério é a Companhia de Pesquisa de Recursos Minerais (CPRM), responsável pela geração de levantamentos geológicos e hidrológicos básicos do território nacional.
O MME tem como empresas vinculadas a ENBPar e a Petrobras. A ENBPar controla Itaipu Binacional, Eletronuclear e a Indústrias Nucleares do Brasil (INB).
Entre as autarquias vinculadas ao Ministério estão as Agência Nacional de Energia Elétrica (Aneel), Agência Nacional do Petróleo, Gás Natural e Biocombustíveis (ANP) e a Agência Nacional de Mineração (ANM).